# 洪哲勝
洪哲勝（英文名：Cary S. Hung，1939年10月14日—2020年12月19日），台灣獨立運動及中华人民共和国民主运动的長期參與者和支持者，出生於台灣台南縣，後旅居美國紐約市。

## 簡介
洪哲勝早年畢業於台南市進學國小、台南一中，1962年以第一名畢業於國立成功大學土木工程系，1963年至1967年在國立成功大學水利工程系擔任助教，1967年與其妻洪芳枝赴美國科羅拉多州立大學攻讀土木工程博士，1975年取得科羅拉多州立大學土木工程博士學位。與洪芳枝育有三位子女。洪哲勝在政治立場上長期主張台灣獨立，很早就加入台灣獨立建國聯盟美國本部，並曾擔任《台獨月刊》、《台灣公論報》等台獨聯盟刊物的創刊編輯與部門負責人，使用筆名赤子心。1984年，洪哲勝脫離台獨聯盟，與許信良等人共同創立台灣革命黨，並擔任台灣革命黨總書記。1990年代以後，洪哲勝有鑑於中國崛起，並深感台灣前途並非台灣單方面所能解決，開始投身中國大陸民主化的推廣活動。1997年至1998年，洪哲勝任民主進步黨顧問，時任民主進步黨主席為許信良。1998年7月，洪哲勝在巴西台商張勝凱資助下，在紐約市設立民主亞洲基金會，主編《民主通訊》，創立文摘網站《民主論壇》運作至今。1997年12月11日，前民主進步黨籍國民大會代表陳婉真、建國黨洛杉磯地區召集人吳明勇、全美台灣同鄉會美西區理事陳大昇、洛杉磯台灣同鄉會與南加州台灣同鄉會在美國《太平洋時報》刊登廣告〈許信良立刻下台以謝國人！〉，抨擊：「曾經提出如此慷慨激昂的宣言的台灣革命黨正副總書記洪哲勝與許信良，事隔12年後，竟然是在紐約一搭一唱的高喊三通、維持現狀、台獨無用、大膽西進！」1997年12月17日，洪哲勝駁斥，他完全沒有發表上述或類似上述的言論，也沒有就上述的說法與許信良「一搭一唱」。2020年5月，洪芳枝逝世。2020年12月19日，洪哲勝在紐約市病逝，享壽81歲。
2020年12月26日，台獨聯盟舉辦洪哲勝追思會，國史館館長陳儀深表示，洪哲勝從1989年起關心中國民主；前台南市市長張燦鍙表示，洪哲勝在台獨聯盟專職做《台獨月刊》、《台灣公論報》，路線屬於台獨左派，接近北歐的社會福利主義。中国民主团结联盟創始會員暨《北京之春》經理薛偉在紐約洪哲勝追思會上的書面發言，稱讚洪哲勝與楊黃美幸「都是傑出的台獨愛國者，優秀的國際主義戰士」。前北美洲台灣人教授協會會長葉治平表示，「獨立建國」對洪哲勝而言是台灣人的權利，「革命」對洪哲勝而言不是「職業」、而是整個人生的意義，他不認同許多人稱洪哲勝為「職業革命家」；洪哲勝的理論曾經遭受海外台灣人與台獨陣營嚴厲批判，洪哲勝仍然堅持信念。

## 觀點
洪氏經常批評源自於中國的大漢沙文主義的概念，其並且提出了關於臺灣民族主義的理論。他表示，所謂之「臺灣民族」的提出，是為了「革命的需要」。

## 重要著作
（只列出所著專書及所編專書，單篇文章不收入）
- 洪哲勝，1986，《台灣自救》。紐約：台灣研究出版社。
- ______，1996，《台灣新思維》。長島市：自版。
- ______，1999，《民主火種》。紐約：民主亞洲基金會。
- ______編，2002，《為什麼要支持「民主論壇」？》。紐約：民主亞洲基金會。
- ______編，2003，《探索民主》。紐約：民主亞洲基金會。
- 洪哲勝、劉格正編譯，1993a，《勞工運動的反思及策略》。台北：前衛出版社。
- ______編譯，1993b，《勞工運動新手法》。台北：前衛出版社。
- ______編譯，1993c，《群眾自救的組織方法》。台北：前衛出版社。
- ______編譯，1993d，《勞工運動史例》。台北：前衛出版社。

## 參閱
- 台灣獨立建國聯盟
- 台灣革命黨
- 台灣獨立運動
- 台灣獨立運動年表
- 台灣獨立運動相關條目列表
- 台灣公論報
- 臺海現狀
- 一中一台
- 一邊一國
- 特殊兩國論